# Basim al-Ansar
Basim al-Ansar (arabiska: باسم الانصار), född 1970 i Bagdad, är en irakisk författare och poet. Han har en fil. kand. i handel från Al-Mustansiriya-universitetet i Bagdad, och är sedan 1998 bosatt i Danmark.
al-Ansar har publicerat sin poesi sedan tidigt 1990-tal och gav 1997 ut ett versdrama. Hans första diktsamling kom dock ut först 2007. Han var en av de 39 arabiska författare under 40 år som valdes ut till antologin Beirut 39, huvudprojektet när Beirut var Unescos bokhuvudstad 2009.